# 九鬼守隆
九鬼守隆（日语：／ Kuki Moritaka，1573年—1632年10月28日）日本安土桃山時代至江戶時代初期武將、大名。志摩國鳥羽藩第一任藩主。織田水軍將領九鬼嘉隆二子。幼名孫次代。官位：從五位下、長門守。兒子有九鬼良隆、貞隆、隆季、隆重、久隆。
慶長2年（1597年）繼承家督。慶長5年（1600年）會津征伐跟從德川家康共同出兵，同年因為石田三成舉兵而突然爆發的關原之戰發生而急忙回到本國。然而，父親嘉隆固守在加入西軍方的鳥羽城。在西軍戰敗後，守隆向德川家康希望放過父親一命，父親在守隆告知消息前，就因為家臣豐田五郎右衛門的催促下（擔心影響九鬼家的未來）自殺了。守隆事後知道此事，命人將豐田五郎右衛門斬首。守隆並將父親皈依的玉龍山大福寺、東照山常安寺大肆改建，並獻予寺領100石及燈籠油料20石。
之後領有鳥羽藩5萬6000石。率領水軍參戰大坂之戰，協助幕府築城需要的木材、石材的海上運輸等。但是守隆在選定後繼者上失敗。長子良隆被廢嫡，皈依佛門的五子久隆還俗做為繼承人。三子隆季反對，引起爭端。幕府命令久隆為繼承人，移封攝津，失去歷代所領的志摩。